# رجال بلا نساء
رجال بلا نساء (بالإنجليزية: Men Without Women)‏ مجموعة قصص قصيرة من تأليف الكاتب الأمريكي إرنست همنغواي، وهي ثاني مجموعاته القصصية بعد «في وقتنا». نُشِر الكتاب للمرة الأولى في أكتوبر من العام 1927، وطُبِع منه 7600 نسخة. ويتكون الكتاب من أربعة عشر قصة قصيرة، عشرة قصص منها نُشِرت مسبقاً في مجلات أمريكية. مواضيع القصص متنوعة من مصارعة الثيران إلى الملاكمة والخيانة والطلاق والموت. بعد نشر المجموعة تنوَّعت آراء النقاد حولها، حيث مدح رئيس تحرير مجلة «كوزموبوليتن» المجموعة، بينما رأى نقاد آخرون أن قصص همنغواي تفتقر إلى الابتكار، وردَّ همنغواي على الانتقادات حوله بقصيدة نشرها في مجلة «ذا ليتل رفيو» في مايو 1929.
القصص التالية من المجموعة تُعتَبر من أفضل أعمال همنغواي: القاتلان، تلال كالفيلة البيضاء، في بلاد أخرى.

## المحتويات
تشمل المجموعة القصص التالية:
- «الصامد» «The Undefeated».
- «في بلاد أخرى» «In Another Country».
- «تلال كالفيلة البيضاء» «Hills Like White Elephants».
- «القاتلان» «The Killers».
- «ماذا يقول لك الوطن؟» «Che Ti Dice La Patria?».
- «خمسون ألف دولارا» «Fifty Grand».
- «تساؤل بسيط» «A Simple Enquiry».
- «عشرة هنود» «Ten Indians».
- «كناري لواحد» «A Canary for One».
- «أنشودة من بلاد الألب» «An Alpine Idyll».
- «سباق التتابع» «A Pursuit Race».
- «اليوم هو الجمعة» «Today is Friday».
- «قصة عادية» «Banal Story».
- «ها أنا أستلقي للنوم» «Now I Lay Me».